# 第47回ベルリン国際映画祭
第47回ベルリン国際映画祭は1997年2月13日から24日まで開催された。

## 概要
コンペ部門には25本の長編と9本の短編が出品された。1997年は『イングリッシュ・ペイシェント』や『ゲット・オン・ザ・バス』など、アメリカ映画の活躍が目立ち、その中から雑誌ハスラーの創刊者であるラリー・フリントの伝記映画『ラリー・フリント』が金熊賞を受賞した。

## 受賞
- 金熊賞：『ラリー・フリント』(ミロス・フォアマン)[1]
- 銀熊賞
  - 審査員特別賞：『河』 (ツァイ・ミンリャン)
  - 監督賞：エリック・ユーマン (『ジェマ港』)
  - 男優賞：レオナルド・ディカプリオ (『ロミオ+ジュリエット』)
  - 女優賞：ジュリエット・ビノシュ (『イングリッシュ・ペイシェント』)
  - 芸術貢献賞：ラウル・ルイス (『Généalogies d'un crime』)
  - 貢献賞：ズビグニエフ・プレースネル (『バード・ストリートの島』)

## 上映作品

### コンペティション部門
長編映画のみ記載。アルファベット順。邦題がついていない場合は原題の下に英題。
| 題名 原題                                          | 監督                                | 製作国                         |
| -------------------------------------------------- | ----------------------------------- | ------------------------------ |
| Das Leben ist eine Baustelle (Life Is All You Get) | ヴォルフガング・ベッカー            | ドイツ                         |
| ゲット・オン・ザ・バス Get on the Bus              | スパイク・リー                      | アメリカ合衆国                 |
| Généalogies d'un crime (Genealogies of a Crime)    | ラウル・ルイス                      | フランス ポルトガル            |
| 河 He liu                                          | ツァイ・ミンリャン                  | 台湾                           |
| ラブ・アンド・ウォー In Love and War               | リチャード・アッテンボロー          | アメリカ合衆国                 |
| Leneged Enayim Maaraviot (Under Western Eyes)      | Joseph Pitchhadze                   | イスラエル                     |
| Lucie Aubrac                                       | クロード・ベリ                      | フランス                       |
| 張込み 埋伏                                        | ヤン・ヤーチョウ ホァン・チェンシン | 中国                           |
| クアトロ・ディアス O Que É Isso, Companheiro?      | ブルーノ・バレット                  | ブラジル アメリカ合衆国        |
| Panna Nikt (Miss Nobody)                           | アンジェイ・ワイダ                  | ポーランド                     |
| ジェマ港 Port Djema                                | エリック・ユーマン                  | フランス イタリア ギリシャ     |
| ロミオ+ジュリエット Romeo + Juliet                 | バズ・ラーマン                      | アメリカ合衆国                 |
| ローズウッド Rosewood                              | ジョン・シングルトン                | アメリカ合衆国                 |
| 夢翔る人/色情男女 色情男女                         | イー・トンシン                      | イギリス領香港                 |
| 心の秘密 Secretos del corazón                      | モンチョ・アルメンダリス            | フランス ポルトガル スペイン   |
| 瀬戸内ムーンライト・セレナーデ                     | 篠田正浩                            | 日本                           |
| 陰謀のシナリオ Smilla's Sense of Snow              | ビレ・アウグスト                    | デンマーク ドイツ スウェーデン |
| ボスニア戦線 Territorio Comanche                   | ヘラルド・エレーロ                  | スペイン フランス 他           |
| クルーシブル The Crucible                          | ニコラス・ハイトナー                | アメリカ合衆国                 |
| イングリッシュ・ペイシェント The English Patient   | アンソニー・ミンゲラ                | アメリカ合衆国 イギリス        |
| マイ・リトル・ガーデン The Island on Bird Street   | ソーレン・クラーク＝ヤコブセン      | デンマーク イギリス ドイツ     |
| ラリー・フリント The People vs. Larry Flynt        | ミロス・フォアマン                  | アメリカ合衆国 カナダ          |
| Три истории (Three Stories)                        | キラ・ムラートワ                    | ロシア ウクライナ              |
| ツイン・タウン Twin Town                           | ケヴィン・アレン                    | イギリス                       |
| kitchen キッチン 我愛厨房                          | イム・ホー                          | イギリス領香港 日本            |

### コンペティション外
- マーズ・アタック! – ティム・バートン (アメリカ)
- Le comédien – クリスチャン・ド・シャロンジェ (フランス)
- Le jour et la nuit – ベルナール・アンリ・レヴィ (フランス・カナダ)
- Mein Herz - niemandem! – ヘルマ・サンダース＝ブラームス (ドイツ)

## 日本映画
コンペティション部門に篠田正浩の『瀬戸内ムーンライト・セレナーデ』が出品された。
パノラマ部門で SABUの『弾丸ランナー』、石井聰亙の『ユメノ銀河』が、フォーラム部門で井坂聡の『［Focus］』、矢口史靖の『ひみつの花園』、大友克洋、森本晃司、岡村天斎のオムニバス『MEMORIES』、小栗康平の『眠る男』がそれぞれ上映された。

## 審査員
- ジャック・ラング (フランス/政治家)
- ハーク・ボーム (ドイツ/監督)
- フェリッド・ブーゲディール (チュニジア/監督)
- ウンベルト・ソラス (キューバ/監督)
- デヴィッド・ヘアー (イギリス/監督・脚本家)
- ニン・イン (中国/監督・脚本家)
- マギー・チャン (香港/女優)
- マリアンネ・ゼーゲブレヒト (ドイツ/女優)
- ペア・ホルスト (デンマーク/プロデューサー)
- ボレスワフ・ミハレク (ポーランド/脚本家)
- フレッド・グロニッチ (アメリカ/アメリカ映画輸出協会)